# Charles Matton

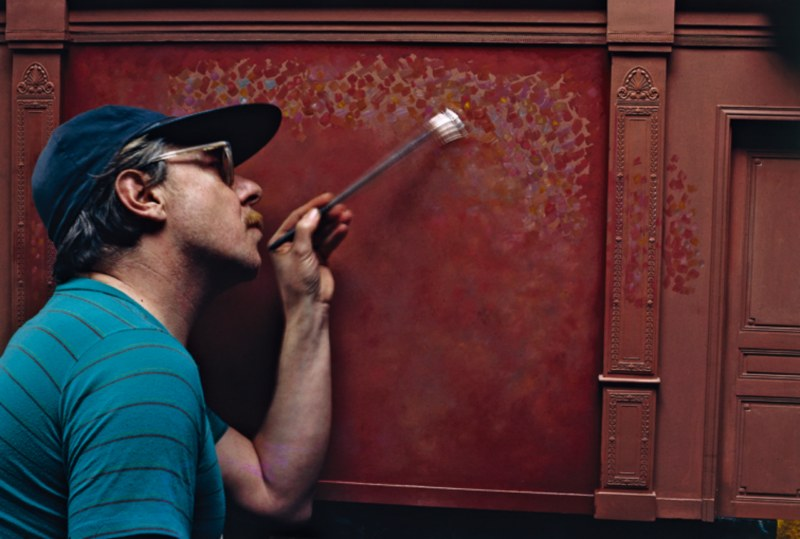
Charles Matton

Charles Matton (* 13. September 1931 in Saint-Ouen-sur-Seine, Frankreich; † 19. November 2008 in Paris) war ein französischer Regisseur und Drehbuchautor sowie Maler und Bildhauer.
Charles Matton stellte seine Bilder und Plastiken vorwiegend in Frankreich, Italien und Japan aus. 1999 drehte er den Film Rembrandt.

## Filmografie

### Regisseur und Drehbuchautor
- 1973: The Italian of the Roses (L'Italien des roses)
- 1976: Amur ist ein Fluss in Russland (Spermula)
- 1994: Das Licht der erloschenen Sterne (La Lumière des étoiles mortes)
- 1999: Rembrandt